# Мукай Тіакі
Тіакі Мукаї (яп. 向井 千秋 ромадзі Mukai Chiaki народ. 6 травня 1952, до шлюбу — Тіакі Найто) — астронавтка японського космічного агентства JAXA, медик. Перша жінка-астронавтка Японії, а також перша з громадянин Японії, що здійснила другий космічний політ.

## Біографія
Народилася в місті Татебаясі, закінчила середню школу в Токіо, в 1977 році здобула докторський ступінь медицини в університеті Кейо. У 1985 році Тіакі Мукаї пройшла відбір в якості однієї з кандидатів в астронавти першого набору агентства NASDA. До цього часу вона, пропрацювавши лікаркою-ординаторкою в різних лікарнях, займала посаду помічниці завідувача кафедри кардіохірургії в госпіталі університету Кейо. Однак через катастрофу «Челленджера» її перший політ відбувся пізніше наміченого. Тіакі продовжила освіту і в 1988 році здобула докторський ступінь з фізіології в тому ж університеті Кейо, а наступного року отримала сертифікат кардіохірурга.

## Перший політ

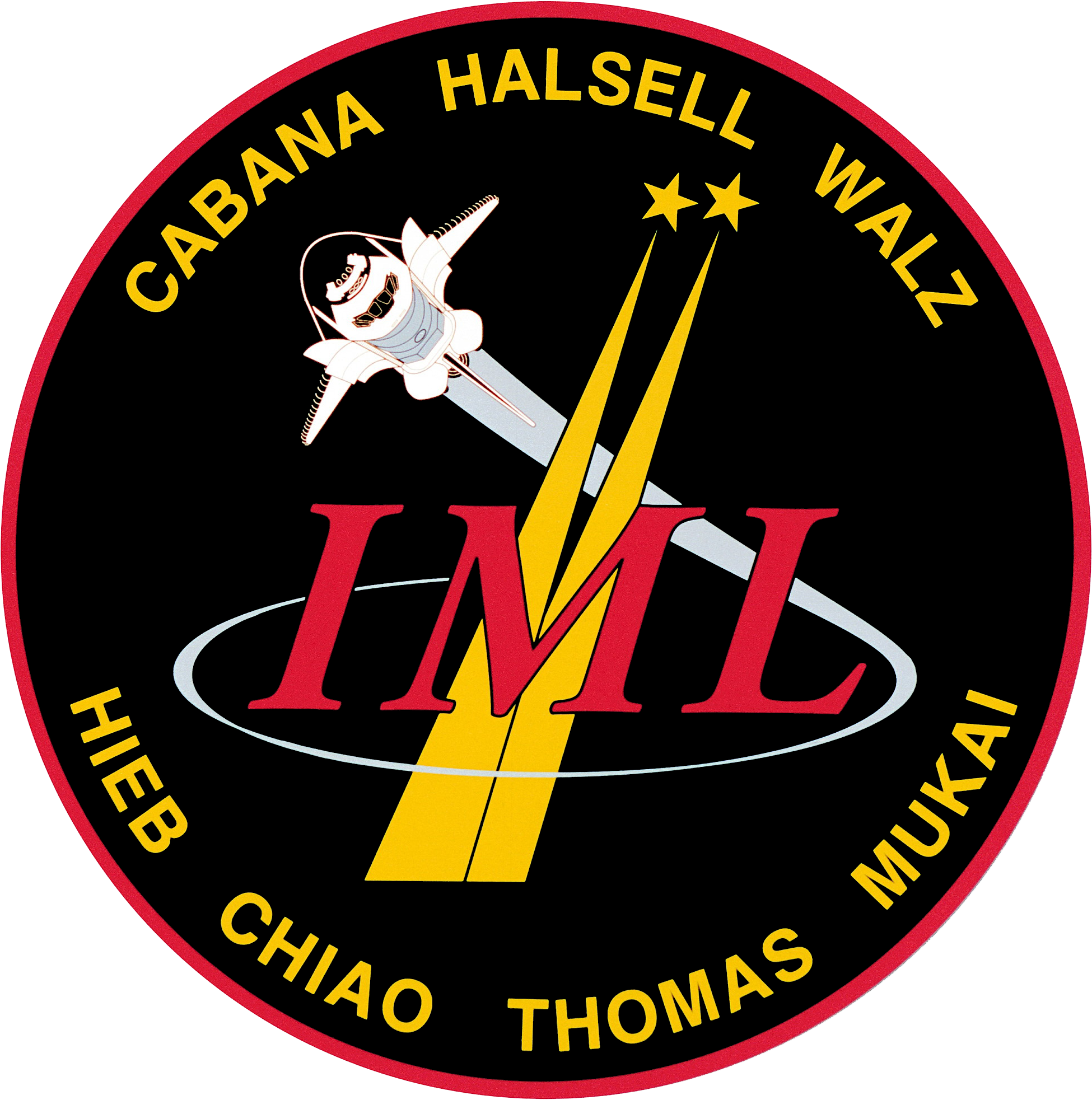
Емблема місії STS-65

У жовтні 1992 року вона отримала призначення в екіпаж шатла «Колумбія» STS-65, політ пройшов у липні 1994-го, це другий політ з Міжнародною мікрогравітаційною лабораторією (International Microgravity Laboratory, IML-2). В ході польоту було здійснено 82 дослідження в галузі космічної біомедицини та фізики мікрогравітації. Тривалість польоту склала 14 діб 17 годин 55 хвилин 01 секунд.

## Другий політ

Емблема місії STS-95

Другий політ Тіакі Мукаї пройшов у складі екіпажу шаттла «Діскавері» STS-95 у жовтні-листопаді 1998 року. Це була дев'ятиденна місія, в ході якої екіпаж проводив дослідження за допомогою різних видів корисного навантаження, зокрема використовувалися платформа для спостереження за Сонцем Spartan-201, тестова платформа для орбітальних систем телескопа «Габбл», а також проходили дослідження про вплив космічного польоту на процес старіння. Тривалість польоту склала 8 діб 21 година 44 хвилини 55 секунд, і, оскільки цей політ виявився останнім у кар'єрі Тіакі Мукаї, її сумарний наліт складає ~23 дні 15 годин 40 хвилин.

## Книги про Тіакі Мукаї
У 2013 році вийшла друком книга Людмили Щербанюк «Жінки в космосі» про всіх 57 жінок, що побували в космосі на момент написання книги (2013). В книзі кілька сторінок присвячені Тіакі.